# Козо
Козо је насељено мјесто у општини Прозор-Рама, Босна и Херцеговина.

## Становништво
|        | 2013.       | 1991.        |
| Укупно | 53 (100,0%) | 105 (100,0%) |
| Хрвати | 53 (100,0%) | 105 (100,0%) |